# Gjerdrum IL
Gjerdrum IL é um clube desportivo da Noruega fundado em 25 de janeiro de 1920. Sua sede fica em Gjerdrum.